# Barockstraße SaarPfalz
Die Barockstraße SaarPfalz ist eine Touristische Themenstraße im Saarland und der angrenzenden Westpfalz. Das Projekt von Landkreis Neunkirchen, Regionalverband Saarbrücken, Stadt Zweibrücken und Saarpfalz-Kreis verbindet barocke Zentren der Region in der Zeit zwischen 1650 und 1800 und alte, historisch gewachsene Kulturlandschaften über heute gezogene Landes- und Kreisgrenzen hinweg. Die Straße ist rund 250 Kilometer lang und wurde 2007 eingerichtet. Die Hauptstrecke verläuft zwischen den vier ehemaligen Residenzstädten Ottweiler, Zweibrücken, Blieskastel und Saarbrücken. Daneben gibt es die Köllertal-Warndt-Schleife.

## Routenübersicht

### Hauptroute
Ottweiler,
Steinbach,
Fürth,
Lautenbach,
Frankenholz,
Höchen,
Jägersburg,
Sanddorf,
Homburg,
Schwarzenacker,
Wörschweiler,
Zweibrücken,
Hornbach,
Altheim,
Böckweiler,
Mimbach,
Blieskastel,
Niederwürzbach,
Oberwürzbach,
St. Ingbert,
Sulzbach/Saar,
Dudweiler,
Malstatt,
Saarbrücken

### Köllertal-Warndt-Schleife
Malstatt,
Riegelsberg, 
Heusweiler, 
Obersalbach, 
Schwalbach, 
Püttlingen, 
Völklingen, 
Geislautern, 
Ludweiler, 
Karlsbrunn, 
St. Nikolaus,
Emmersweiler, 
Klarenthal, 
Luisenthal, 
Altenkessel, 
Riegelsberg, 
Malstatt

## Barocke Sehenswürdigkeiten

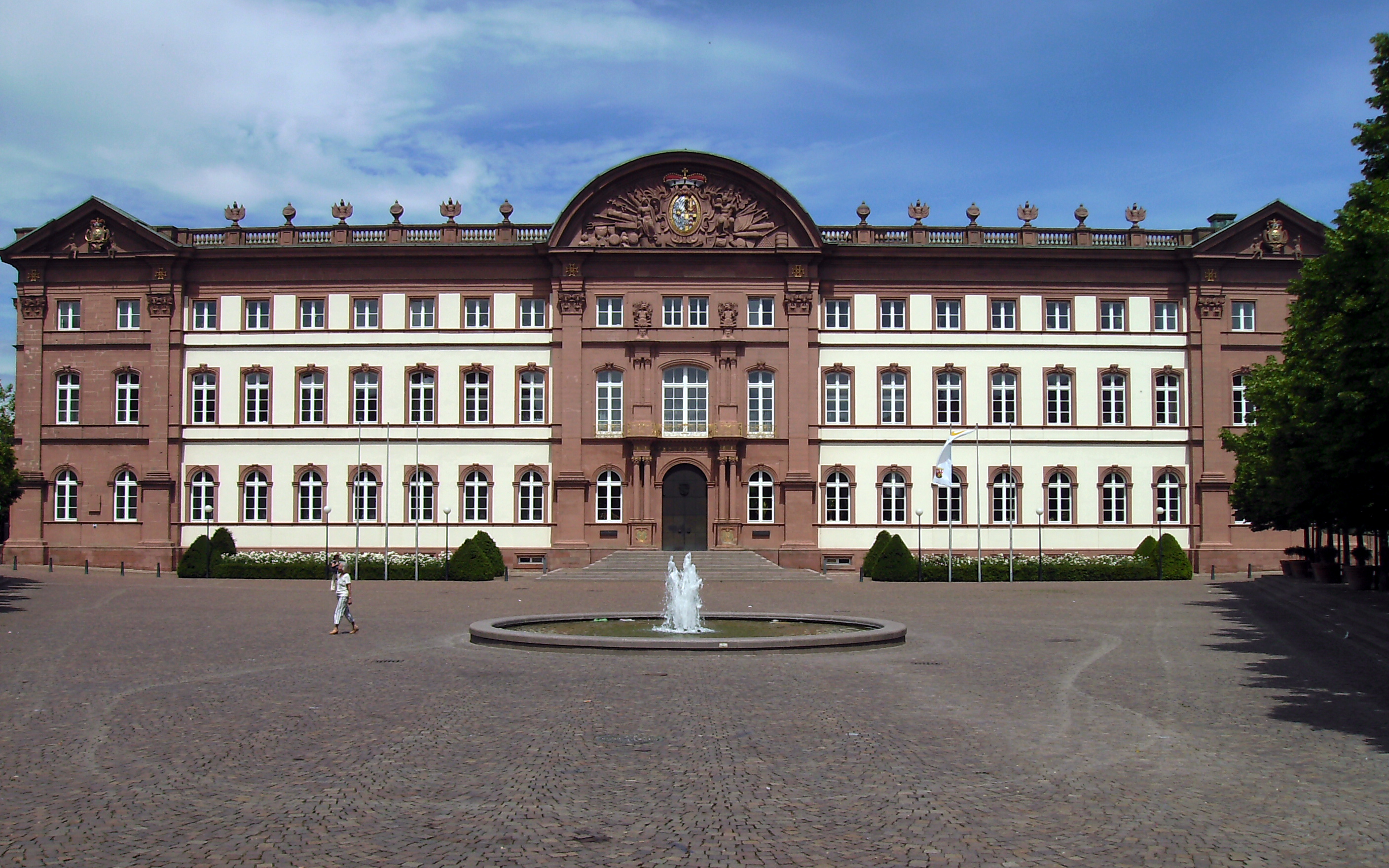
Schloss Zweibrücken

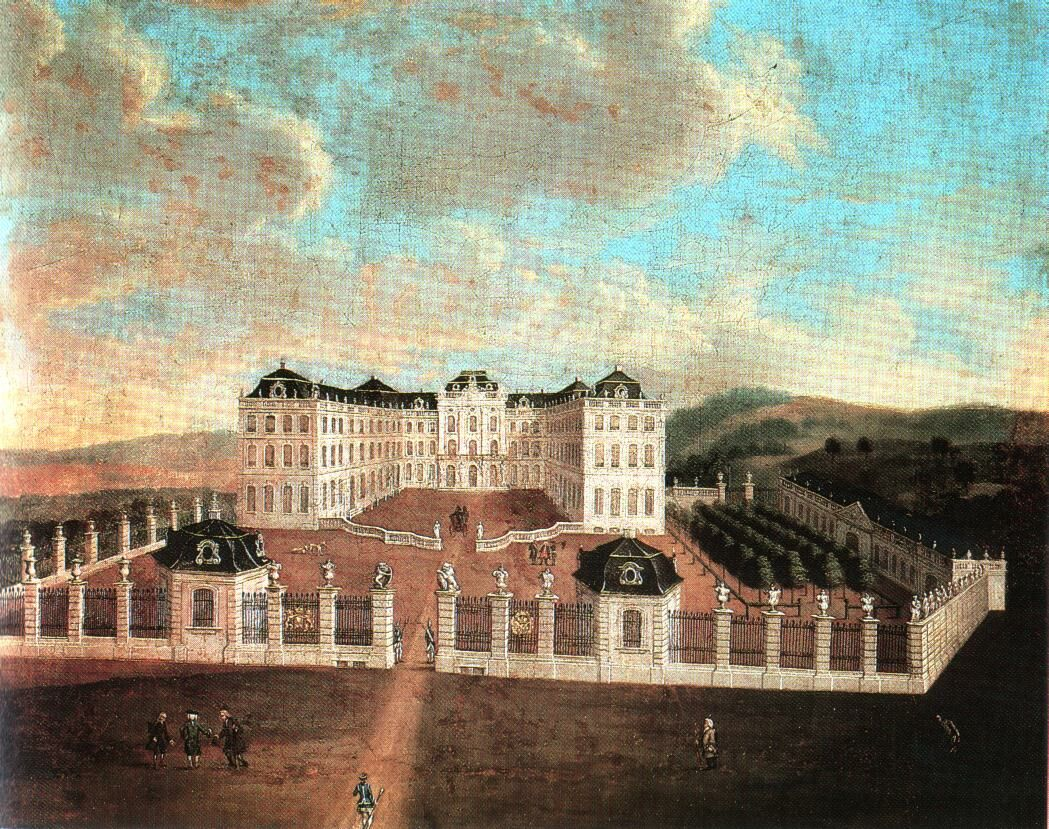
Schloss Saarbrücken

### Hauptroute

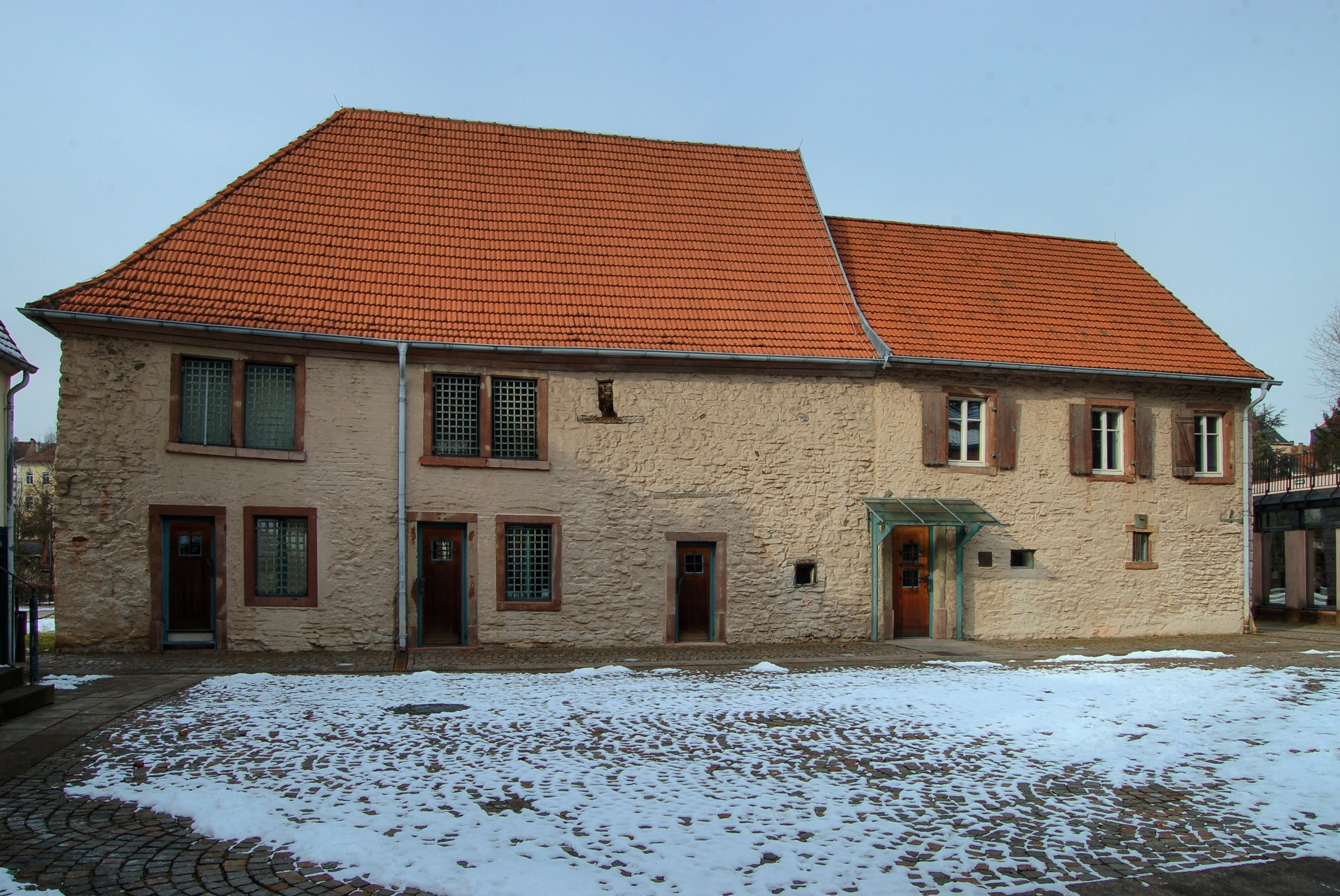
Historisches Salzhaus in Sulzbach

- Witwenpalais und Pavillon mit Barock-Rosengarten in Ottweiler
- Gustavsburg in Homburg-Jägersburg
- Waldpark Schloss Karlsberg in Bruchhof-Sanddorf
- Historische Innenstadt und Ruine Vauban-Festung in Homburg
- Edelhaus mit Galerie und Barockgarten in Schwarzenacker
- Herzogsvorstadt mit Mannlich- und Petrihaus, Karlskirche, Residenzschloss, Stadtmuseum und Parkanlage Tschifflik in Zweibrücken
- Evangelische Pfarrkirche in Hornbach
- Evangelische Pfarrkirche in Mimbach
- Altstadt, Schlosskirche, Barockgarten an der Orangerie und Heilig-Kreuz-Kapelle in Blieskastel
- Annahof und Roter Bau in Niederwürzbach
- Ensemble Alte Schmelz und St. Engelbert-Kirche in St. Ingbert
- Historische Salzhäuser und Brennender Berg in Sulzbach (Saar)
- Schlossplatz mit Schloss, Ludwigsplatz mit Ludwigskirche, Friedenskirche, Basilika St. Johann, St. Johanner Markt, Saarkran und Saarlandmuseum in Saarbrücken

### Köllertal-Warndt-Schleife
- Forsthaus Neuhaus bei Saarbrücken

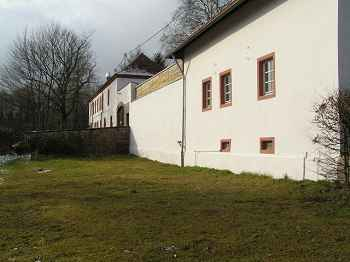
Neuhaus

- Ölmühle Berschweiler und Altes evangelisches Pfarrhaus in Heusweiler
- Uhrmachers Haus und Püttlinger Schlösschen in Püttlingen
- Hugenottenkirche in Ludweiler
- Jagdschloss in Karlsbrunn
- Forsthaus Pfaffenkopf bei Altenkessel